# Gary Moore
Gary Moore, nome completo Robert William Gary Moore (Belfast, 4 aprile 1952 – Estepona, 6 febbraio 2011), è stato un chitarrista, cantautore e compositore britannico.
Durante la sua carriera, iniziata negli anni sessanta, Moore ha collaborato con grandi artisti: Phil Lynott e Brian Downey (in tre separate occasioni all'interno del progetto hard rock irlandese Thin Lizzy), B.B. King, Albert King, i Colosseum II, Greg Lake, gli Skid Row, George Harrison, Trilok Gurtu, Dr. Strangely Strange, Albert Collins, Jimmy Nail, Mo Foster, Ginger Baker, Jack Bruce, Jim Capaldi, Bob Dylan, Vicki Brown, Cozy Powell, Rod Argent, the Beach Boys, Ozzy Osbourne, e Andrew Lloyd Webber.
Si esibì come musicista ospite registrando per numerosi progetti, e condusse una lunga carriera solista di successo, iniziata nel 1973, durante la quale sperimentò molti generi: rock, jazz, blues, country, electric blues, hard rock e heavy metal.
Nel 1987 partecipò al Ferry Aid, progetto portato avanti da un gruppo di cantanti famosi che si riunì per incidere il singolo contenente la reinterpretazione del brano Let It Be dei Beatles, i cui proventi erano destinati all'aiuto dei parenti delle vittime di un disastro del mare avvenuto a Zeebrugge (Belgio), sulla scia di altre operazioni canore benefiche degli anni ottanta (Do They Know It's Christmas? cantata dalla Band Aid nel 1984). L'assolo di chitarra fu suonato da lui e da Mark Knopfler.
Nonostante fosse poco popolare negli Stati Uniti, i lavori di Moore ottennero grandi valutazioni da parte della critica di settore e un elevato successo commerciale in gran parte delle altre parti del mondo, specialmente in Europa.
Moore è deceduto per un sospetto infarto in una stanza di hotel durante una vacanza a Estepona, Spagna, il 6 febbraio 2011.

## Biografia

### L'adolescenza (1952-1968)
Robert William Gary Moore nacque a Belfast il 4 aprile 1952 dall'impresario musicale Bobby Moore e sua moglie Winnie, che ebbero altri quattro figli. Moore affermò che la famiglia, ed in particolare il padre organizzatore di concerti a Belfast, lo incoraggiarono fin da giovane a portare avanti la propria passione per la musica, tanto che a soli 14 anni ricevette in regalo la sua prima chitarra professionale, un'acustica da suonare con la mano destra, nonostante Gary sia sempre stato mancino.
La dedizione allo strumento fu immediata e Moore si appassionò subito al rock and roll, ascoltando la musica dei Beatles, di Albert King e di Elvis Presley. Successivamente, dopo aver ascoltato Jimi Hendrix e i John Mayall's Bluesbreakers, il suo stile iniziò quell'evoluzione che lo avrebbe poi portato verso il suono blues rock, tanto dominante durante la sua carriera. Un'altra grande influenza di quegli anni fu il chitarrista Peter Green dei Fleetwood Mac, che fu mentore di Moore quando si trasferì a Dublino nel 1968. Gary dedicherà poi a Green il suo album del 1995, intitolandolo Blues for Greeny, realizzandolo con composizioni di Green, suonate con la Les Paul Standard del 1959 che lo stesso Green vendette a Moore per sole 100 sterline dopo aver lasciato i Fleetwood Mac. Moore ha rivenduto la chitarra nel 2006 al prezzo che si dice essere stato di 1300000 dollari. (la chitarra è attualmente di proprietà di Kirk Hammett, chitarrista dei Metallica)

### Gli esordi: gli Skid Row e l'incontro con Peter Green (1968-1973)

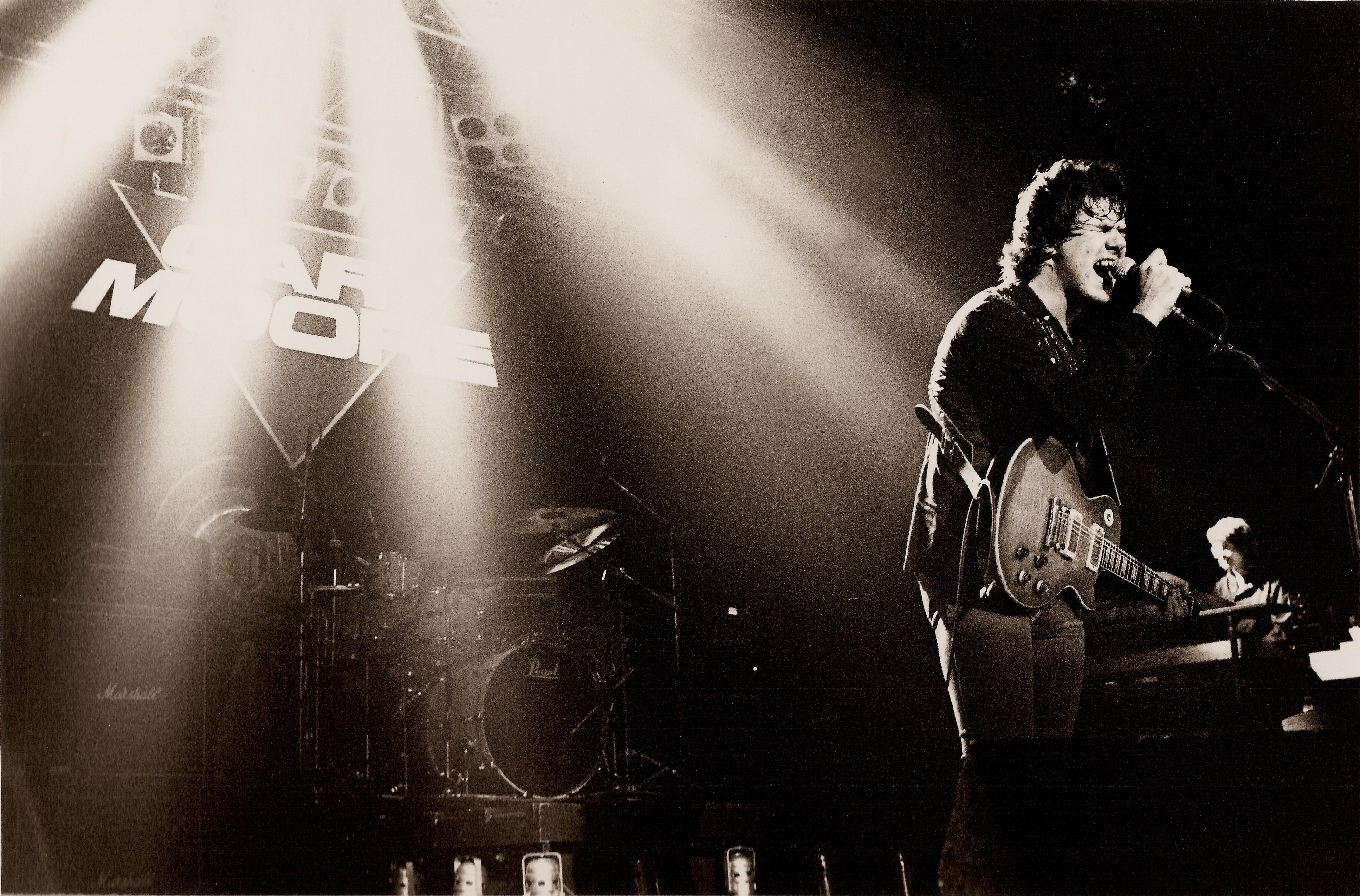
Moore live nel 1985

Nel 1968, a sedici anni, Gary Moore si trasferì da Belfast a Dublino per formare gli Skid Row, una band rock-blues sperimentale, suo primo gruppo professionale. Il progetto prese vita assieme al secondo chitarrista Bernhard Chivers e al batterista Nollaug "Noel" Bridgeman. La prima incarnazione del gruppo vedeva Phil Lynott nel ruolo di cantante, poi sostituito da Brush Shiels come voce e basso..
Gli Skid Row si fecero subito notare nella scena rock di Dublino ed il gruppo fu chiamato a suonare per l'apertura dei concerti in città dei Fleetwood Mac di Peter Green, un grande onore per il giovane Moore. Questa fu la svolta per la carriera del gruppo e di Gary Moore: infatti, raccomandati dallo stesso Green che era rimasto colpito dalle doti di Moore, gli Skid Row firmarono con la CBS Records britannica per il debutto Skid, pubblicato nel 1970 dopo sole 11 ore di registrazione. Di discreto successo, l'album assicurò al gruppo un tour negli Stati Uniti dove suonò in apertura dei concerti dei Savoy Brown e dei Canned Heat.
Il secondo disco, 34 hours, venne pubblicato nel 1971 ma, con l'avvento di ulteriori date americane, Gary Moore preferì abbandonare il gruppo. Il chitarrista in seguito partecipò ad alcune audizioni per il gruppo folk rock Dr. Strangely Strange e per i Granny's Intention, senza venire preso.
Nel 1973 Gary Moore decise quindi di dare inizio alla carriera solista. Il terzo disco degli Skid Row, pubblicato nel 1990 con materiale pronto da anni, presentava ancora le parti di chitarra scritte e suonate da Gary Moore negli anni di permanenza in formazione.

### La carriera solista e i progetti (1973-2011)
Gary Moore pubblicò il suo primo album solista nel 1973, chiamandolo Grinding Stone e con la dicitura "The Gary Moore Band". Nel 1978 la sua carriera ebbe un notevole impulso grazie all'aiuto di Phil Lynott, con il quale registrò il brano Parisienne Walkways, una combinazione tra lo spirito blues di Moore e la vocalità rock di Lynott. La canzone raggiunse la top ten nelle classifiche inglesi nell'aprile 1970.
Con i Thin Lizzy, Gary Moore registrò il pezzo traccia "Still in Love with You" contenuta nell'album del 1974 Nightlife. Nel 1976 entrò nella formazione dei Colosseum II, pubblicando con loro gli album Strange New Flesh e Electric Savage nello stesso anno, e War Dance nel 1977, prima di lasciare la formazione, causa scioglimento del gruppo, nel 1978. L'anno seguente, dopo aver registrato altri due dischi solisti di discreto successo, fu contattato da Phil Lynott, con cui aveva continuato a collaborare negli anni, entrando in pianta stabile nei Thin Lizzy. Con questa band pubblicò l'album Black Rose: A Rock Legend e apparve in entrambi i video pubblicati per la promozione del disco.
Lasciati i Thin Lizzy e tornato alla carriera solista, Gary Moore diede alle stampe in rapida successione gli album Corridors of Power (1982), Dirty Fingers (1984), Victims of the Future (1984), Run for Cover (1985), Wild Frontier (1987) e After the War (1989), nei quali diede sfogo alla sua anima più hard rock, sconfinando in taluni casi anche verso sonorità tipiche dell'AOR e dell'heavy metal.

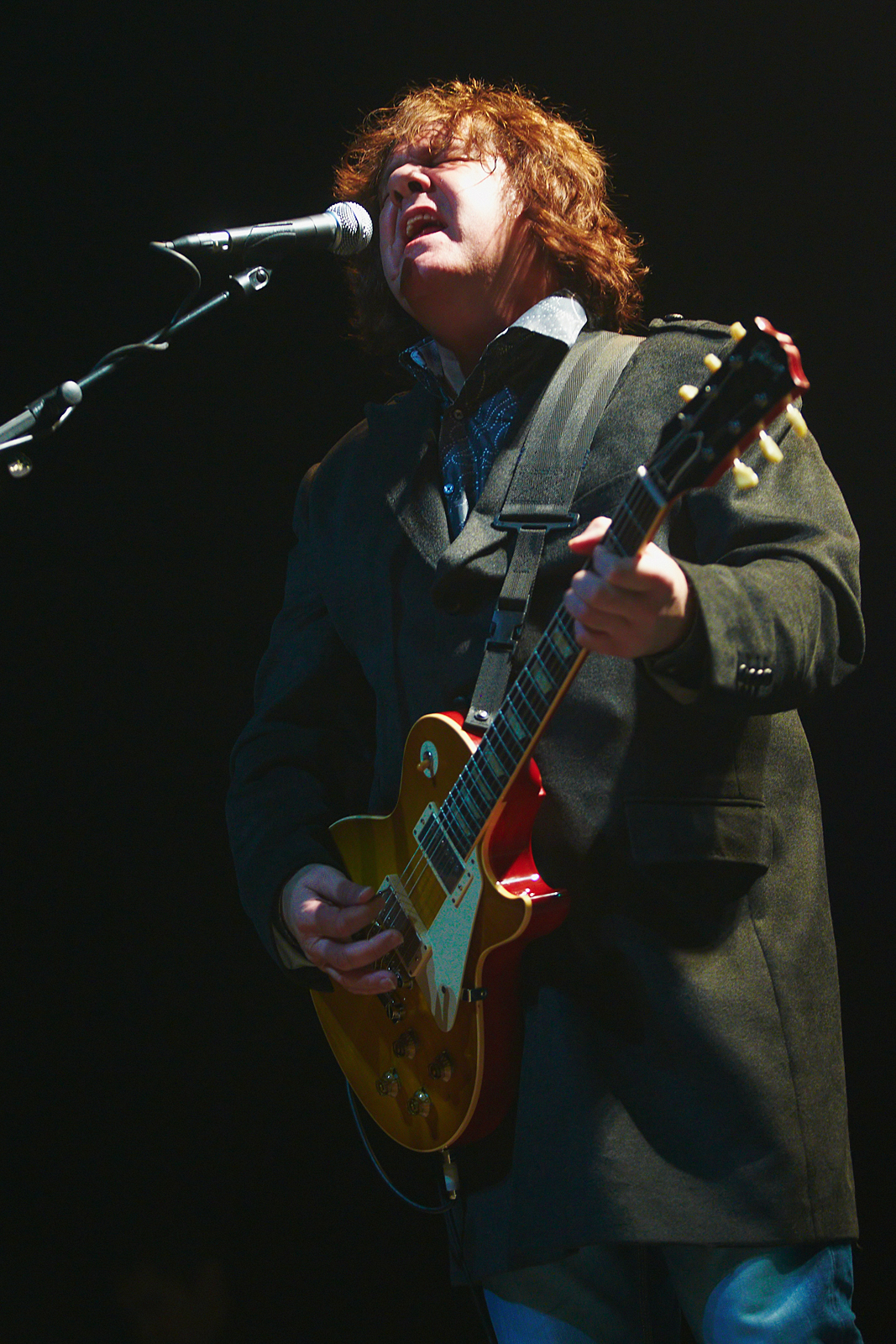
Gary Moore live il 23 ottobre 2010

Sempre nel 1987, collaborò alle registrazioni di "Let It Be", versione cover del brano dei Beatles, suonandone l'assolo per il fondo benefico Ferry Aid.
Dal 1990 Gary Moore si rivolse sempre più verso i territori del puro blues, in particolare con l'album Still Got the Blues, forte del contributo di artisti come Albert King, Albert Collins e George Harrison e rivelatosi uno dei maggiori successi commerciali della sua carriera. Il disco mantenne comunque ancora viva parte della sua matrice rock, tipica delle produzioni passate. Furono pubblicati, in successione, After Hours (1992), il tributo a Peter Green Blues for Greeny (1995) e Dark Days in Paradise (1997).
Nel 1993 era stato incluso in una musicassetta intitolata Rock Classics Vol. 1 con i brani "Run to Your Mama" e "Dark Side of the Moog".
Dopo un ritorno all'hard rock con il disco A Different Beat (1999), il nuovo millennio artistico di Gary Moore iniziò con un ritorno al blues con l'album Back to the Blues del 2001. L'anno seguente Gary Moore prese parte a un nuovo progetto musicale blues rock denominato Scars, che diede vita nel 2002 a un disco omonimo. Su questo stile musicale, Gary Moore proseguì la carriera solista con gli album Power of the Blues (2004), Old New Ballads Blues (2006), Close as You Get (2007) e Bad for You Baby (2008).
Nel gennaio 2005 Moore partecipò inoltre allo One World Project, con cui pubblicò una canzone per raccogliere fondi in aiuto alle popolazioni colpite dallo tsunami asiatico del 2004. Il progetto si avvalse di artisti come Russell Watson, Boy George, Steve Winwood, Barry Gibb, Brian Wilson, Cliff Richard, Dewey Bunnell, Gerry Beckley e Robin Gibb alla voce (nel loro ordine di apparizione), e la canzone che ne nacque fu intitolata "Grief Never Grows Old". Pubblicata nel febbraio 2005, raggiunse al posizione numero 4 nel Regno Unito.

### La morte e tributi musicali (2011-oggi)
Terminata una lunga tournée mondiale in cui aveva rispolverato il suo repertorio hard rock dopo quasi 20 anni, Gary Moore annunciò di prendersi un lungo periodo di pausa, durante il quale aveva comunque in progetto la realizzazione di un nuovo disco hard rock (di cui esibiva già in sede live tre brani inediti) e un nuovo album blues.
Gary Moore morì improvvisamente in una stanza del Kempinski Hotel durante una vacanza a Estepona, in Spagna, ucciso da un infarto a seguito di un eccessivo consumo di alcool in serata, mentre si trovava a letto con la sua fidanzata, che lo trovò privo di vita alle 4 del mattino.
Dopo la sua morte, molti musicisti commentarono il talento di Gary Moore. Tra i principali nomi, Ozzy Osbourne, Tony Iommi, Bob Geldof, Roger Taylor, Brian Downey, Ricky Warwick, Glenn Hughes, Bryan Adams, Henry Rollins, Scott Gorham, Ignacio Garay e Mikael Åkerfeldt. Nel marzo 2011, la rivista Guitarist pubblicò come tributo a Moore una serie di immagini inedite del 2009. Inoltre vari artisti, tra cui l'ex Thin Lizzy Eric Bell, Mik e Dave Pyro dei Republic of Loose, suonarono un concerto tributo il 18 aprile nel Whelans bar di Dublino, intitolando la serata The Gig For Gary.. Successivamente alla sua morte, Joe Bonamassa ha eseguito con regolarità nei suoi concerti, come tributo a Moore, la sua "Midnight Blues".
Il 19 febbraio 2011, pochissimi giorni dopo la sua scomparsa, la celebre band svedese degli Europe eseguì dal vivo "The Loner", nel concerto presso lo Shepherd's Bush Empire a Londra, pubblicato in formato Blu ray.
Diversi fans chiesero a riviste di rilievo come Classic Rock e Total Guitar di pubblicare edizioni in tributo di Gary Moore. Twitter fu infine riempito di commenti di fans nei giorni successivi alla notizia del suo decesso.
Il 5 settembre 2011 è stato pubblicato l'album blues che Gary aveva già completato. Del disco hard rock, invece, non circola notizia alcuna.

## Stile e influenze e sua eredità musicale

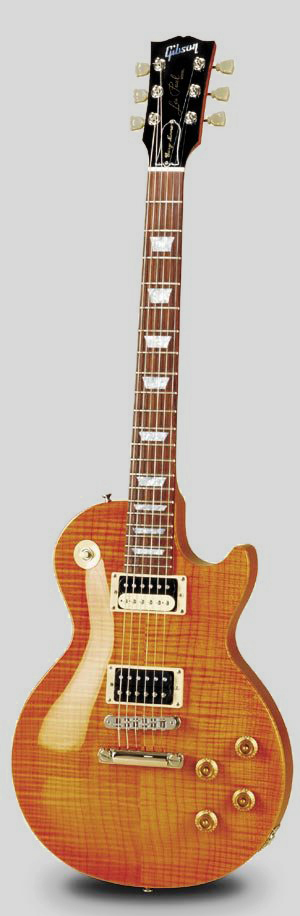
La Les Paul che la Gibson ha voluto dedicare a Gary Moore

Moore era considerato un artista molto espressivo dotato di grandi capacità compositive e tecniche. In un'intervista del 1987 Moore affermò di ritenere che fosse Jeff Beck il chitarrista dal quale era stato maggiormente ispirato durante la propria carriera. L'inizio della formazione musicale di Gary Moore fu connotato dalla scena dei chitarristi e band blues-rock inglesi degli anni sessanta, tra i quali figuravano Jimi Hendrix, John Mayall's Bluesbreakers e Peter Green (chitarrista e fondatore dei Fleetwood Mac) al quale, nel 1995 dedicherà anche un album (Blues for Greeny). L'influenza di Peter Green fu notevole nella formazione chitarristica di Moore, che ebbe l'opportunità di ascoltarlo molte volte dal vivo, avendolo anche accompagnato con la propria band (gli Skid Row); come detto, inoltre, Green ha venduto la propria Les Paul a Moore ed ha aiutato gli Skid Row a concludere il loro primo contratto con la CBS.
Attivo sin dal suo debutto solista nel 1973 fino alla sua morte, ha alternato fasi di popolarità a periodi di minor successo, tuttavia sempre tentando di esplorare nuovi territori. La sua produzione musicale spazia dal rock progressivo e sperimentale (con vene jazz) del suo primo gruppo, i Colosseum II all'hard/blues rock degli Skid Row, all'heavy metal, che caratterizza la sua musica durante gli anni ottanta arrivando anche a fasi pop metal con gli album Run for Cover (1985) e Wild Frontier (1987), per poi tornare sull'hard blues, al quale si riavvicina all'inizio degli anni novanta con il famosissimo album Still Got the Blues, contenente la hit omonima.
Moore fu autore della maggior parte dei testi delle proprie canzoni, ma ha sempre sostenuto di incontrare maggior difficoltà nello scrivere le liriche piuttosto che nel comporre la musica.
È infine difficile stabilire il grado di influenza che Moore ebbe nel panorama musicale. A ciò si aggiunga pure che la sua popolarità ha conosciuto degli alti e dei bassi ed era sicuramente più popolare in Europa che negli Stati Uniti.
Comunque, Gary Moore era un artista molto stimato e molti grandi chitarristi affermano di essere stati da lui influenzati o ispirati. Tra questi, Randy Rhoads, John Sykes, Kirk Hammett, John Norum, Vivian Campbell, Patrick Rondat, Joe Bonamassa, Adrian Smith e Zakk Wylde.
Alla notizia della sua morte, Bryan Adams lo ha definito un "chitarrista straordinario", mentre Bob Geldof ha descritto Moore come "una delle leggende musicali d'Irlanda", oltre che "uno dei più grandi musicisti blues di ogni tempo".

## Discografia

### Album in studio

#### Solista
- 1973 - Grinding Stone
- 1978 - Back on the Streets
- 1979 - G-Force
- 1982 - Corridors of Power
- 1983 - Victims of the Future
- 1984 - Dirty Fingers
- 1985 - Run for Cover
- 1987 - Wild Frontier
- 1989 - After the War
- 1990 - Still Got the Blues
- 1992 - After Hours
- 1993 - Blues Alive
- 1995 - Blues for Greeny
- 1997 - Dark Days in Paradise
- 1999 - A Different Beat
- 2001 - Back to the Blues
- 2004 - Power of the Blues
- 2006 - Old New Ballads Blues
- 2007 - Close as You Get
- 2008 - Bad for You Baby
- 2012 - Blues for Jimi - Live

#### Con gli Skid Row
- 1970 - Skid
- 1971 - 34 Hours
- 1990 - Moore Shiels Bridgeman

#### Con i Colosseum II
- 1976 - Strange New Flesh
- 1976 - Electric Savage
- 1977 - War Dance

#### Con i Thin Lizzy
- 1979 - Black Rose: A Rock Legend

#### Con Greg Lake
- 1981 - Greg Lake
- 1983 - Manoeuvres

#### Con i Frankie Goes To Hollywood
- 1986 - Warriors Of The Wasteland (Attack Mix)

#### Con i BBM
- 1994 - Around The Next Dream

#### Con gli Scars
- 2002 - Scars